# سفارة السويد في قبرص
سفارة السويد في قبرص هي أرفع تمثيل دبلوماسي لدولة السويد لدى قبرص. تقع السفارة في وهي تهدف لتعزيز المصالح السويدية في قبرص.

## وصلات خارجية
- قائمة سفارات السويد
- قائمة السفارات في قبرص